# Domani (L'Aura)
Domani è un singolo della cantautrice pop italiana L'Aura, pubblicato nell'estate 2006 dall'etichetta discografica Sony BMG.
È stato estratto dall'album di debutto dell'artista, Okumuki.

## Il brano
Il brano è stato scritto dalla stessa L'Aura e si discostava dallo stile dei precedenti singoli, riportando un'impronta pop rock più pronunciata. Prodotto da Enrique Gonzalez Müller, il brano è stato estratto come quinto singolo dall'album d'esordio della cantautrice, Okumuki, senza però ottenere il successo dei precedenti e senza entrare nella classifica italiana dei singoli.
Con questa canzone, la cantautrice ha anche partecipato al Festivalbar 2006; in seguito a questa partecipazione, il brano è stato inoltre inserito nella compilation della manifestazione.

## Il video
Il video, diretto da Laura Chiossone e Marco Salom, è il primo video di L'Aura girato in Italia. È ambientato in una prateria e in una casa diroccata.